# Ibrahim Babatunde
Ibrahim Babatunde (født 29. december 1984) er en nigeriansk fodboldspiller, der spillede en enkelte sæson som angriber for AC Horsens i den danske Superliga. Han spiller i dag for FC Daugava i Letland.
Babatunde kom til AC Horsens i 2007 fra en maltesisk klub, men hans første sæson var ikke succesfuld, og han blev benyttet som indskifter. Han forlod klubben det efterfølgende år.